# جاده ۹۶ (ایران)
جاده ۹۶ جاده‌ای ساحلی در جنوب ایران است که از مرز شلمچه در استان خوزستان شروع و با گذر از استان بوشهر، در استان هرمزگان به دوراهی باباغلام بندرعباس  منتهی و به جاده ۷۱ وصل می گردد. قسمت کوتاهی از این جاده با جاده ۹۴ مشترک است.